# Jefferson Farfán
Jéfferson Agustín Farfán Guadalupe hay cái tên La Foquita (sinh ngày 26 tháng 10 năm 1984 ở Villa el Salvador, Lima) là một cầu thủ bóng đá người Peru, hiện chơi cho Alianza Lima ở Peruvian League.

## Sự nghiệp câu lạc bộ
Farfan bắt đầu sự nghiệp cùng đội bóng Alianza Lima ở Peru, đội bóng đã ký hợp đồng với anh vào năm 2001. Mặc dù có một vài lần ra sân cho đội vào năm 2001, Farfan chỉ thực sự tiến bộ vào năm 2002, trở thành một cầu thủ quan trọng và giúp Alianza vô địch giải vô địch quốc gia Peru vào năm 2003.
Ở mùa giải cuối cùng với đội bóng vào năm 2004, Farfan ghi 14 bàn, giúp đội bóng giành ngôi vô địch quốc gia lần nữa. Sau mùa giải đó đội bóng Hà Lan PSV Eindhoven ký hợp đồng với anh sau khi anh được Guus Hiddink phát hiện, với mức giá 2 triệu euro.
Vào ngày 5 tháng 6 năm 2008, PSV đạt được thoả thuận với đội bóng Đức Schalke 04 về trường hợp chuyển nhượng Farfan với mức giá 10 triệu euro. Vào ngày 10 tháng 6 năm 2008, Schalke chính thức xác nhận đã chiêu mộ được Farfan với hợp đồng 4 năm. Đồng đội và người bạn của anh là Lewis Holtby đã tặng cho anh cái tên Jeff-.

## Thi đấu quốc tế
Farfan hiện là cầu thủ quan trọng của đội tuyển bóng đá quốc gia Peru. Kể từ khi có trận đấu ra mắt cho đội tuyển vào tháng 2 năm 2003, anh đã có hơn 30 lần ra sân. Anh cũng đóng góp những bàn thắng cho PSV cả ở giải nội địa và cúp C1 giúp PSV vào tới bán kết cúp C1 mùa giải 2004-05.
Jefferson Farfan kết thúc vòng loại World Cup 2006 khu vực Nam Mĩ với ngôi vị thứ 2 trong danh sách vua phá lưới với 7 bàn.
Anh từng bị treo giò 18 tháng ở đội tuyển quốc gia. Nhưng vào ngày 3 tháng 7 năm 2008, sau một phiên kháng án và xem lại những tình tiết, mức án treo giò được chuyển thành 3 tháng và 10.000 USD.
Anh được triệu tập tham dự World Cup 2018 diễn ra tại Nga, giải đấu mà anh đã góp mặt ở cả 3 trận vòng bảng trước Pháp, Đan Mạch và Úc. Đội tuyển Peru sau đó đã rời giải với 3 điểm, 1 trận hòa và 2 trận thua, chỉ ghi được 2 bàn thắng và bị thủng lưới 2 bàn.
Tại Copa América 2019 diễn ra tại Brasil, anh chỉ có được một bàn thắng trong chiến thắng 3-1 trước đối thủ yếu Bolivia.

## Danh hiệu

### Alianza Lima
- Peruvian League
  - Vô địch (2): 2001, 2003
- Torneo Apertura
  - Vô địch (2): 2001. 2004
- Torneo Clausura
  - Vô địch (1): 2003

### PSV Eindhoven
- Eredivisie
  - Winner (4): 2004-05, 2005-06, 2006-07, 2007-08
- KNVB Cup
  - Vô địch (1): 2005
  - Về nhì (1): 2006

### Đội tuyển quốc gia Peru
- Bolivarian Games
  - Vô địch (1): 2001

## Thống kê sự nghiệp
| Câu lạc bộ                            | Câu lạc bộ                | Câu lạc bộ          | Giải đấu | Giải đấu     | Cup          | Cup          | Châu lục | Châu lục     | Khác | Khác         | Tổng cộng | Tổng cộng    |
| Câu lạc bộ                            | Giải đấu                  | Mùa giải            | App.     | Số bàn thắng | App.         | Số bàn thắng | App.     | Số bàn thắng | App. | Số bàn thắng | App.      | Số bàn thắng |
| Peru                                  | Peru                      | Peru                | Giải đấu | Giải đấu     | Copa Inca    | Copa Inca    | Nam Mỹ   | Nam Mỹ       | Khác | Khác         | Tổng cộng | Tổng cộng    |
| ------------------------------------- | ------------------------- | ------------------- | -------- | ------------ | ------------ | ------------ | -------- | ------------ | ---- | ------------ | --------- | ------------ |
| Alianza Lima                          | Giải vô địch bóng đá Peru | 2001–02             | 1        | 0            | -            | -            | 0        | 0            | 0    | 0            | 1         | 0            |
| Alianza Lima                          | Giải vô địch bóng đá Peru | 2002–03             | 24       | 2            | -            | -            | 3        | 1            | 0    | 0            | 27        | 3            |
| Alianza Lima                          | Giải vô địch bóng đá Peru | 2003–04             | 33       | 12           | -            | -            | 8        | 0            | 0    | 0            | 41        | 12           |
| Alianza Lima                          | Giải vô địch bóng đá Peru | 2004–05             | 19       | 14           | -            | -            | 5        | 4            | 0    | 0            | 24        | 18           |
| Alianza Lima                          | Giải vô địch bóng đá Peru | Tổng cộng           | 77       | 28           | —            | —            | 16       | 5            | —    | —            | 93        | 33           |
| Hà Lan                                | Hà Lan                    | Hà Lan              | Giải đấu | Giải đấu     | KNVB Cup     | KNVB Cup     | Châu Âu  | Châu Âu      | Khác | Khác         | Tổng cộng | Tổng cộng    |
| PSV Eindhoven                         | Eredivisie                | 2004–05             | 28       | 8            | 4            | 0            | 13       | 1            | 0    | 0            | 45        | 9            |
| PSV Eindhoven                         | Eredivisie                | 2005–06             | 31       | 21           | 5            | 3            | 8        | 2            | 0    | 0            | 44        | 26           |
| PSV Eindhoven                         | Eredivisie                | 2006–07             | 30       | 21           | 4            | 2            | 8        | 0            | 0    | 0            | 42        | 23           |
| PSV Eindhoven                         | Eredivisie                | 2007–08             | 29       | 7            | 1            | 0            | 9        | 2            | 0    | 0            | 39        | 9            |
| PSV Eindhoven                         | Eredivisie                | Tổng cộng           | 118      | 57           | 12           | 5            | 38       | 5            | 2    | 0            | 170       | 67           |
| Đức                                   | Đức                       | Đức                 | Giải đấu | Giải đấu     | DFB-Pokal    | DFB-Pokal    | Châu Âu  | Châu Âu      | Khác | Khác         | Tổng cộng | Tổng cộng    |
| Schalke 04                            | Bundesliga                | 2008–09             | 31       | 9            | 4            | 3            | 6        | 0            | 0    | 0            | 41        | 12           |
| Schalke 04                            | Bundesliga                | 2009–10             | 33       | 8            | 3            | 0            | 0        | 0            | 0    | 0            | 36        | 8            |
| Schalke 04                            | Bundesliga                | 2010–11             | 28       | 3            | 7            | 3            | 10       | 4            | 0    | 0            | 45        | 10           |
| Schalke 04                            | Bundesliga                | 2011–12             | 23       | 4            | 1            | 0            | 10       | 0            | 0    | 0            | 34        | 4            |
| Schalke 04                            | Bundesliga                | 2012–13             | 27       | 6            | 1            | 0            | 7        | 1            | 0    | 0            | 35        | 7            |
| Schalke 04                            | Bundesliga                | 2013–14             | 19       | 9            | 2            | 2            | 7        | 1            | 0    | 0            | 28        | 12           |
| Schalke 04                            | Bundesliga                | 2014–15             | 9        | 0            | 0            | 0            | 0        | 0            | 0    | 0            | 9         | 0            |
| Schalke 04                            | Bundesliga                | Tổng cộng           | 170      | 39           | 17           | 8            | 40       | 6            | 1    | 0            | 228       | 53           |
| UAE                                   | UAE                       | UAE                 | League   | League       | Cúp Chủ tịch | Cúp Chủ tịch | Châu Á   | Châu Á       | Khác | Khác         | Tổng cộng | Tổng cộng    |
| Al Jazira                             | Pro-League                | 2015–16             | 9        | 2            | 2            | 0            | 0        | 0            | —    | —            | 11        | 2            |
| Al Jazira                             | Pro-League                | 2016–17             | 3        | 2            | 3            | 1            | 0        | 0            | 1    | 0            | 7         | 3            |
| Al Jazira                             | Pro-League                | Tổng cộng           | 12       | 4            | 5            | 1            | 0        | 0            | 1    | 0            | 18        | 5            |
| Nga                                   | Nga                       | Nga                 | RPL      | RPL          | Russian Cup  | Russian Cup  | Châu Âu  | Châu Âu      | Khác | Khác         | Tổng cộng | Tổng cộng    |
| Lokomotiv Moscow                      | Premier League            | 2016–17             | 6        | 1            | 2            | 0            | —        | —            | —    | —            | 8         | 1            |
| Lokomotiv Moscow                      | Premier League            | 2017–18             | 22       | 10           | 0            | 0            | 9        | 4            | 1    | 0            | 32        | 14           |
| Lokomotiv Moscow                      | Premier League            | 2018–19             | 20       | 8            | 1            | 0            | 4        | 1            | 1    | 0            | 26        | 9            |
| Lokomotiv Moscow                      | Premier League            | 2019–20             | 3        | 1            | 0            | 0            | 0        | 0            | 0    | 0            | 3         | 1            |
| Lokomotiv Moscow                      | Tổng cộng                 | Tổng cộng           | 51       | 20           | 3            | 0            | 13       | 5            | 2    | 0            | 69        | 25           |
| Tổng cộng sự nghiệp                   | Tổng cộng sự nghiệp       | Tổng cộng sự nghiệp | 428      | 148          | 37           | 14           | 107      | 21           | 6    | 0            | 578       | 183          |
| Cập nhật lần cuối: 5 tháng 8 năm 2020 |                           |                     |          |              |              |              |          |              |      |              |           |              |

### Quốc tế
Tính đến  ngày 16 tháng 11 năm 2021
| Đội tuyển bóng đá quốc gia Peru | Đội tuyển bóng đá quốc gia Peru | Đội tuyển bóng đá quốc gia Peru |
| Năm                             | Trận                            | Bàn                             |
| ------------------------------- | ------------------------------- | ------------------------------- |
| 2003                            | 11                              | 4                               |
| 2004                            | 12                              | 3                               |
| 2005                            | 7                               | 4                               |
| 2006                            | 2                               | 0                               |
| 2007                            | 9                               | 1                               |
| 2010                            | 4                               | 0                               |
| 2011                            | 6                               | 1                               |
| 2012                            | 6                               | 2                               |
| 2013                            | 7                               | 2                               |
| 2015                            | 10                              | 5                               |
| 2016                            | 1                               | 0                               |
| 2017                            | 4                               | 1                               |
| 2018                            | 12                              | 3                               |
| 2019                            | 4                               | 1                               |
| 2020                            | 7                               | 0                               |
| Tổng cộng                       | 102                             | 27                              |

## Bàn thắng quốc tế
| #   | Ngày                 | Địa điểm                     | Đối thủ     | Bàn thắng | Kết quả | Giải đấu                 |
| --- | -------------------- | ---------------------------- | ----------- | --------- | ------- | ------------------------ |
| 1.  | 23 tháng 2 năm 2003  | Lima, Peru                   | Haiti       | 5–1       | Thắng   | Giao hữu                 |
| 2.  | 24 tháng 7 năm 2003  | Lima, Peru                   | Uruguay     | 3–4       | Thua    | Giao hữu                 |
| 3.  | 24 tháng 7 năm 2003  | Lima, Peru                   | Uruguay     | 3–4       | Thua    | Giao hữu                 |
| 4.  | 6 tháng 9 năm 2003   | Lima, Peru                   | Paraguay    | 4–1       | Thắng   | Vòng loại World Cup 2006 |
| 5.  | 1 tháng 6 năm 2004   | Montevideo, Uruguay          | Uruguay     | 1–3       | Thắng   | Vòng loại World Cup 2006 |
| 6.  | 9 tháng 7 năm 2004   | Lima, Peru                   | Venezuela   | 3–1       | Thắng   | Copa América 2004        |
| 7.  | 17 tháng 11 năm 2004 | Lima, Peru                   | Chile       | 2–1       | Thắng   | Vòng loại World Cup 2006 |
| 8.  | 30 tháng 3 năm 2005  | Lima, Peru                   | Ecuador     | 2–2       | Hòa     | Vòng loại World Cup 2006 |
| 9.  | 3 tháng 9 năm 2005   | Maracaibo, Venezuela         | Venezuela   | 4–1       | Thua    | Vòng loại World Cup 2006 |
| 10. | 12 tháng 10 năm 2005 | Tacna, Peru                  | Bolivia     | 4–1       | Thắng   | Vòng loại World Cup 2006 |
| 11. | 12 tháng 10 năm 2005 | Tacna, Peru                  | Bolivia     | 4–1       | Thắng   | Vòng loại World Cup 2006 |
| 12. | 3 tháng 6 năm 2007   | Madrid, Tây Ban Nha          | Ecuador     | 2–1       | Thắng   | Giao hữu                 |
| 13. | 11 tháng 10 năm 2011 | Santiago, Chile              | Chile       | 4–2       | Thua    | Vòng loại World Cup 2014 |
| 14. | 7 tháng 9 năm 2012   | Lima, Peru                   | Venezuela   | 2–1       | Thắng   | Vòng loại World Cup 2014 |
| 15. | 7 tháng 9 năm 2012   | Lima, Peru                   | Venezuela   | 2–1       | Thắng   | Vòng loại World Cup 2014 |
| 16. | 23 tháng 3 năm 2013  | Lima, Peru                   | Chile       | 1–0       | Thắng   | Vòng loại World Cup 2014 |
| 17. | 6 tháng 9 năm 2013   | Lima, Peru                   | Uruguay     | 1–2       | Thua    | Vòng loại World Cup 2014 |
| 18. | 3 tháng 6 năm 2015   | Lima, Peru                   | México      | 1–1       | Hòa     | Giao hữu                 |
| 19. | 8 tháng 9 năm 2015   | Harrison, New Jersey, Hoa Kỳ | Colombia    | 1–1       | Hòa     | Giao hữu                 |
| 20. | 13 tháng 10 năm 2015 | Lima, Peru                   | Chile       | 3–4       | Thua    | Vòng loại World Cup 2018 |
| 21. | 13 tháng 10 năm 2015 | Lima, Peru                   | Chile       | 3–4       | Thua    | Vòng loại World Cup 2018 |
| 22. | 13 tháng 11 năm 2015 | Lima, Peru                   | Paraguay    | 1–0       | Thắng   | Vòng loại World Cup 2018 |
| 23. | 15 tháng 11 năm 2017 | Lima, Peru                   | New Zealand | 2–0       | Thắng   | Vòng loại World Cup 2018 |
| 24. | 27 tháng 3 năm 2018  | Harrison, Hoa Kỳ             | Iceland     | 3–1       | Thắng   | Giao hữu                 |
| 25. | 29 tháng 5 năm 2018  | Lima, Peru                   | Scotland    | 2–0       | Thắng   | Giao hữu                 |
| 26. | 20 tháng 11 năm 2018 | Arequipa, Peru               | Costa Rica  | 2–3       | Thua    | Giao hữu                 |
| 27. | 18 tháng 6 năm 2019  | Rio de Janeiro, Brasil       | Bolivia     | 3–1       | Thắng   | Copa América 2019        |